# Île des Serpents
Ne doit pas être confondu avec l’île aux Serpents.
L'île des Serpents (Insula Șerpilor en roumain, Φιδονήσι / Phidonísi en grec et Yılan adası en turc), aussi appelée île Zmiïnyï (de l’ukrainien острів Зміїний) ou île Zmeïny (du russe остров Змеиный) soit littéralement « île ophidienne », est la seule île pélagique (située au large des côtes continentales) de la mer Noire. Elle s'étend sur 662 m d'est en ouest et sur 440 m du nord au sud pour une superficie de 0,17 km2. Elle culmine à 41 m d'altitude. Après avoir été roumaine, elle est devenue soviétique de facto le 4 février 1948 puis ukrainienne lors de la dislocation de l'URSS en 1991. Elle se trouve à environ 45 kilomètres (24 milles marins) à l’est du littoral du delta du Danube et à 51 kilomètres (28 milles marins) des ports ukrainien de Vylkove et roumain de Sulina.

## Histoire
L’île des Serpents est une ancienne colline de grès qui est devenue île au moment de la montée du niveau de la mer Noire, il y a six mille ans ; si l'on en juge par les amas coquilliers, elle fut fréquentée par des pêcheurs dès le Néolithique.

### Antiquité
Selon Pindare, dans ses Néméennes et Euripide dans son Andromaque, en mythologie grecque l'île des Serpents aurait été le « brillant paradis d'Achille » qui aurait, après sa mort à Troie, passé dans cette « île Blanche du Pont-Euxin son après-vie faite de festins et d'amours, et allant parfois, avec ses compagnons, se dégourdir les jambes, non loin de là, sur le Cours achilléen ».
Dans l'Antiquité, les Grecs y avaient construit un temple en l'honneur d'Achille, sanctuaire évoqué par le poète Ovide et le géographe Claude Ptolémée. Ses ruines ont été retrouvées en 1823. L'île s'appelait alors Achilleia ou Leukè (« claire »). Ce temple fut entretenu par la colonie grecque d'Olbia pontique au nord-est, proche des actuelles Mykolaïv et Kherson (à l’embouchure commune du Boug méridional et du Dniepr en Ukraine). Les couleuvres inoffensives qui peuplaient l'île, se gavant de rongeurs et des nids des oiseaux de mer) étaient sacrées. Elles lui valent le surnom d'Ophidonisi (« île à serpents ») sous lequel elle devient possession de l'Empire romain en 29 de notre ère. Elle est alors rattachée à la province de la Scythie Mineure (actuelle Dobroudja) et c'est la cité d'Argamum qui l'entretient, en même temps que l'île d'Eukon.

### Moyen Âge
L'Empire romain d'Orient (dit « byzantin ») cède l'île aux marchands génois en 1315. Ceux-ci y rénovent le fanal en utilisant les pierres des ruines de l'ancien temple d'Achille. L'île a aussi appartenu à la Moldavie de 1360 à 1484. C'était une escale et un amer de la flotte moldave basée à Cetatea Albă. Le voïvode Étienne III la cède aux Ottomans qui l'appellent Yilan Adası, ce qui est une traduction d'Ophidonisi. À leur tour, le fanal et la citerne tombent en ruines : l'île n'a plus d'eau douce et cesse d'être habitée pour plusieurs siècles.

### Époque moderne

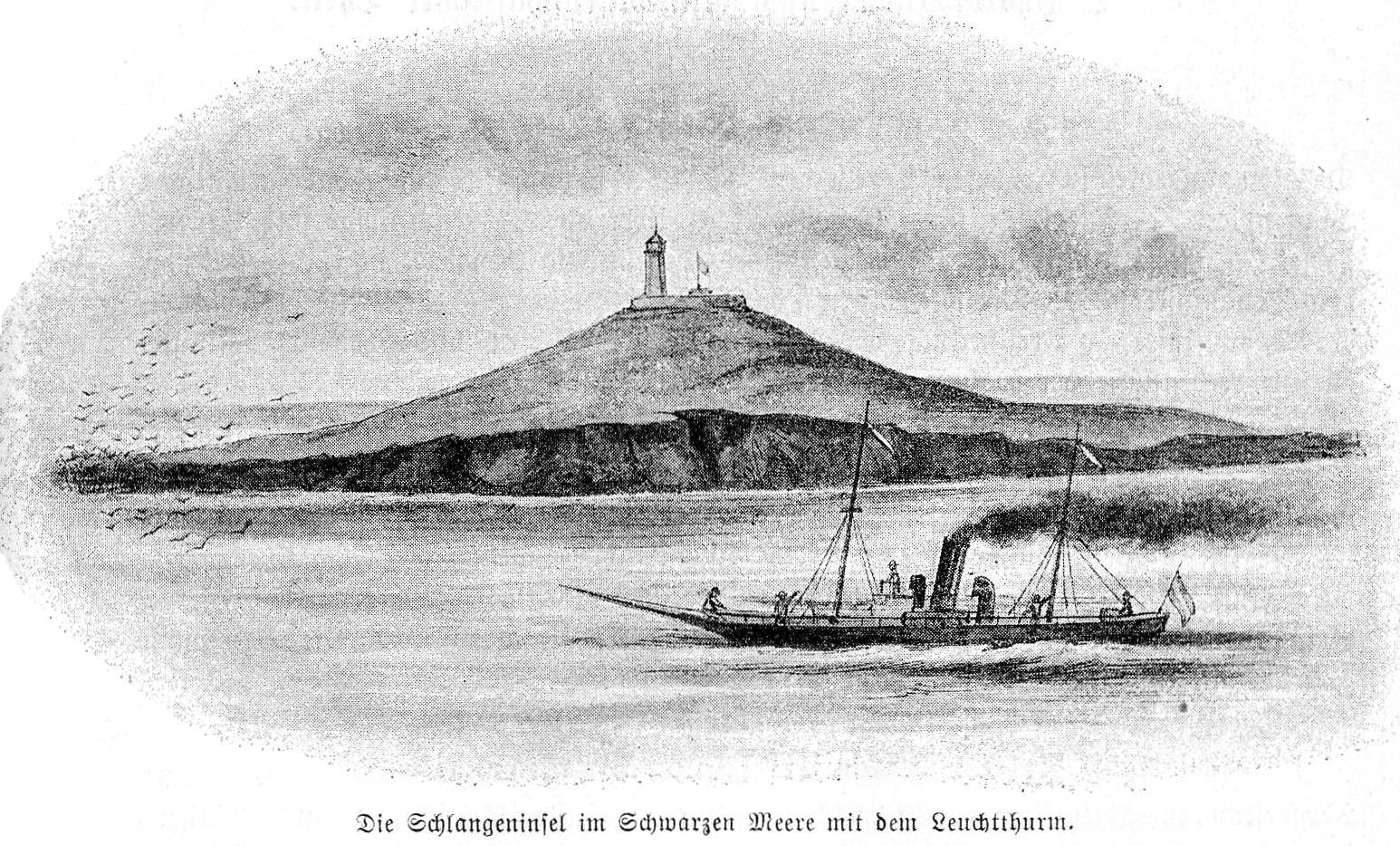
L'île des Serpents en 1896 en arrière-plan du brick Mircea.

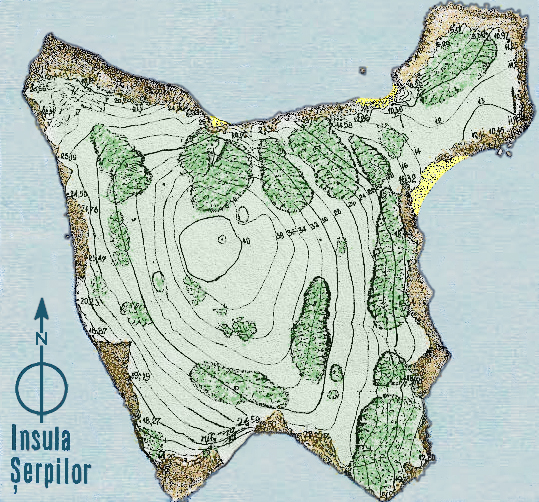
Carte de l'île des Serpents (1922).

En 1788, lors de la guerre russo-turque de 1787-1792, la bataille navale de l'île des Serpents oppose la flotte du tsar à celle du sultan, avec un résultat incertain : des dizaines de marins des deux camps, dont les vaisseaux avaient été coulés, se retrouvent sur l'île où un certain nombre meurent de soif avant que les Russes les secourent (les marins ottomans sont faits prisonniers). À l'issue de la guerre russo-turque de 1828-1829, le traité d'Andrinople de 1829 donne les bouches du Danube à l'Empire russe, sans mentionner l'île, et après la guerre de Crimée, le traité de Paris (1856) en assure la restitution à l'Empire ottoman, qui y fait construire par Michel Pacha un phare et une citerne. En 1878, par le traité de San Stefano, l'île devient roumaine sous le nom de insula Serpilor qui signifie également « île des serpents », toujours rattachée à la Dobroudja. Le royaume de Roumanie étant ennemi des Empires centraux durant la Première Guerre mondiale, le croiseur allemand Breslau bombarde l'île et détruit le phare en 1916. L'amirauté roumaine le reconstruit en 1922 : il subsiste jusqu'aux bombardements de 2022. Le Muséum roumain fait de l'île une réserve naturelle en 1932. L'archéologue Vasile Pârvan fouille le site du temple d'Achille.
Le 23 août 1944, la Roumanie devient un pays allié de l'URSS qui l'occupe le 12 septembre 1944, île des Serpents incluse. Le 6 mars 1945 le Parti communiste roumain prend le pouvoir et le 30 décembre 1947, fait de la Roumanie une république communiste. L'année suivante, le 4 février 1948, l'URSS en profite pour se faire concéder l'île par un protocole bilatéral. Désormais dénommée Ostrov Zmeïnyi qui signifie également « île des Serpents », la place devient une base militaire de surveillance aérienne et maritime avec radars et autres équipements destinés aux écoutes, puis les soldats soviétiques exterminent les couleuvres : les rongeurs pullulent en proportion. L'emploi de raticides pollue ensuite toute l'île. Lors de la dislocation de l'URSS, la Roumanie revendique à l'Ukraine la rétrocession de cette île, le protocole bilatéral soviéto-roumain de 1948 n'ayant jamais été ratifié ni par l'URSS, ni par la Roumanie. L'île des Serpents fait partie d'un groupe de six îles en litige entre l'Ukraine et la Roumanie, situées à la frontière des deux pays (les cinq autres : Daleru mare, Daleru mic, Coasta-dracului, Maican et Limba, se trouvent sur le bras danubien frontalier de Chilia, cette dernière à l'embouchure).

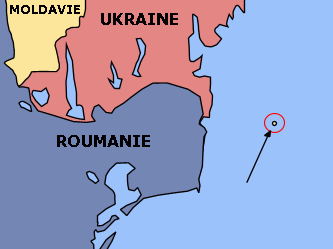
Emplacement de l'île par rapport aux côtes ukrainiennes et roumaines.

En 1997 l'OTAN incite fortement la Roumanie à régler ses litiges avec l'Ukraine si elle veut intégrer l'organisation (ce qui finit par arriver en 2004). Dans ce contexte, le traité frontalier roumano-ukrainien de Constanza signé le 2 juin, confirme l'appartenance de ces six îles à l'Ukraine, mais les eaux territoriales et de la zone économique exclusive correspondant à l'île des Serpents restent en litige. En septembre 2004 la partie roumaine porte le cas devant la Cour internationale de justice de la Haye et réclame le partage moitié-moitié des eaux territoriales et de la zone économique de l'île des Serpents, en soutenant que l'île, n'ayant ni eau potable, ni sol fertile, est un simple rocher ou îlot qui ne donne pas à l'Ukraine droit à une zone économique exclusive.
La partie ukrainienne soutient qu'il s'agit d'une véritable île et elle y met les moyens : transport de plusieurs centaines de tonnes de sol fertile, plantation d'arbres, installation sur place des familles des gardes-frontières, avec un bureau de poste et une agence bancaire, rotation d'hélicoptères pour apporter de l'eau.
À partir du 2 septembre 2008, l'Ukraine et la Roumanie plaident leurs arguments devant la Cour internationale de justice de La Haye. L'enjeu de ce procès entre les deux États voisins n'est pas seulement la moitié sud des eaux territoriales de l'île mais aussi, et surtout, 12 200 km2 riches en hydrocarbures du plateau continental situé au sud de celle-ci, au large des côtes roumaines. Les compagnies pétrolières BP et Royal Dutch Shell ont signé des contrats de prospection avec l'Ukraine, tandis que Total a misé sur la Roumanie. L'autrichien ÖMV (propriétaire de Petrom, la plus importante compagnie pétrolière roumaine) a joué sur les deux tableaux en signant avec le consortium Ukrainy-Tchernomor-Naftogaz un contrat pour concourir ensemble à la mise aux enchères des concessions dans toute la zone en litige.

La délimitation maritime du 3 février 2009 : en bleu les revendications ukrainiennes, en rouge les roumaines, en violet l'arrêt rendu par la CIJ.

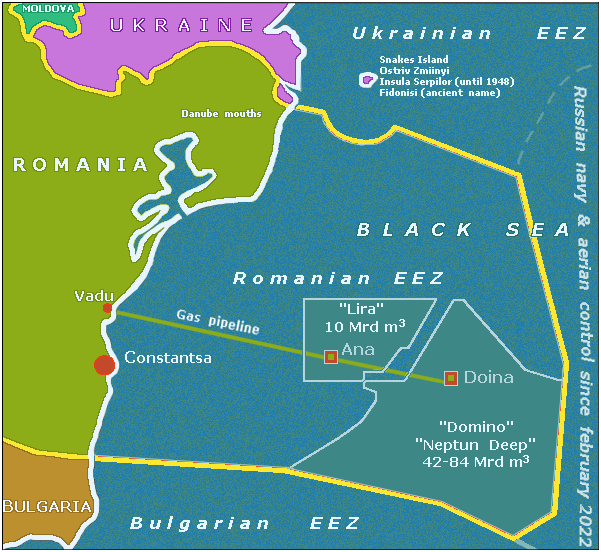
La Roumanie exploite des gisements de gaz naturel off-shore dans sa zone économique exclusive, dans une région impactée par l'invasion de l'Ukraine par la Russie de 2022, notamment lors de la bataille de l'île des Serpents (2022).

La Cour internationale de justice (CIJ) de La Haye définit, le 3 février 2009 la frontière des eaux territoriales et des zones économiques exclusives en mer Noire entre les deux pays. La délimitation maritime, acceptée par les deux pays, est basée essentiellement sur une ligne équidistante entre les côtes des deux pays qui se font face, selon l'arrêt rendu à l'unanimité par la CIJ. L'Ukraine obtient 2 500 km2, soit 20 % de la zone contestée, avec une profondeur de 20 à 50 m. La Roumanie renonce à l'île des Serpents mais obtient 9 700 km2, soit 80 % de la zone contestée, avec une profondeur moyenne supérieure à 50 m. La ligne de délimitation part du point d'intersection entre les eaux territoriales de la Roumanie et les eaux territoriales de l'île des Serpents qui appartient à l'Ukraine. La frontière maritime suit ensuite l'arc de 12 milles marins de rayon entourant l'île des Serpents jusqu'à son intersection avec la ligne équidistante des côtes adjacentes roumaine et ukrainienne. Elle se poursuit ensuite le long d'une ligne équidistante des côtes roumaine et ukrainienne qui se font face.
L'histoire officielle présentée aux visiteurs de l'Île des Serpents dans le petit musée local lorsque l'Ukraine avait encore des gouvernements pro-russes, affirmait : « Au Moyen Âge l'île appartînt à la Turquie. En 1829 elle appartenait à l'Empire russe. Après la Grande Guerre patriotique » (nom soviétique de la Seconde Guerre mondiale) « l'île servit de base radar de la défense antiaérienne et la section radiotechnique du système littoral d'observation de la Marine de guerre de l'URSS. Dans les années 1980 sur le plateau continental on a découvert les gisements considérables du gaz naturel et du pétrole. Cela est devenu la raison des prétentions du côté de la Roumanie » pouvait-on y lire, sans la moindre mention du fait que l'île a été roumaine avant d'être ukrainienne.
Depuis 2009 le litige est officiellement éteint pour l'île des Serpents, mais le golfe de Musura (situé juste au nord de Sulina) et la bande d'eaux territoriales au large de celui-ci, en direction de l'île des Serpents, restent en litige car l'Ukraine, à l'époque pro-russe, avait posé unilatéralement des balises-frontière le long de la digue nord du port roumain de Sulina, au sud de la frontière de jure (située entre l'estuaire du bras de Chilia et celui du bras de Sulina). La première source de ce litige résiduel est naturelle : c'est l'alluvionnement qui comble petit-à-petit le golfe de Musura. La seconde source est économique : ce sont les nouveaux gisements de pétrole et de gaz, découverts au large de celui-ci. Les garde-frontières roumains ont enlevé peu après ces balises, mais l'Ukraine a récidivé et ces opérations se sont répétées à plusieurs reprises ensuite.

### Invasion russe (2022)
Le 24 février 2022, l'île est prise par les forces armées de la fédération de Russie dans le cadre de leur invasion de l'Ukraine,. Selon le ministère ukrainien de la défense, les treize gardes-frontières ukrainiens présents sur l'île auraient résisté jusqu'à la mort, après avoir rejeté l'ultimatum d'un navire russe qui leur demandait de rendre les armes. Les derniers mots entendus de leur part auraient été « Navire de guerre russe, va te faire foutre » avant d'être tués par les frappes aériennes et les tirs d'artillerie russes.
Mais le 26 février 2022, le Service national des gardes-frontières d'Ukraine annonce que les treize soldats sont en vie et prisonniers des Russes. S'ils avaient été tués, cela aurait pu leur valoir d'être décorés à titre posthume de la médaille de « Héros d'Ukraine » selon le président Volodymyr Zelensky. Une image satellite prise le dimanche 27 mars 2022 par Maxar Technologies montre l'île des Serpents dont certains bâtiments sont endommagés, ainsi qu'un navire de débarquement de classe Ropucha de la marine russe ancré près de l'île. Des frappes militaires russes ont donc bien eu lieu, mais d'ampleur limitée, en préalable à l'occupation de l'île. Fin mars 2022, les gardes-frontières ukrainiens sont libérés lors d'un échange contre des prisonniers russes détenus par l'Ukraine.
Le 19 juin 2022, l'armée ukrainienne installe à l'est de Vylkove, aux bouches du Danube à 45 km de l'île, de grandes barges portant des canons automoteurs français Caesar et ukrainiens Bohdana, ainsi qu'un lance-roquettes multiple de conception soviétique Ouragan pour bombarder les troupes d'occupation russes.
Le 30 juin 2022, les forces russes annoncent leur retrait de l'île des Serpents,, officiellement pour manifester la « bonne volonté » du Kremlin, mais en réalité dans l'impossibilité d'y protéger leurs troupes des bombardements ukrainiens. Le retrait russe est dû à l'impossibilité d'y ravitailler leurs troupes en eau et à la livraison à l'Ukraine d'armes occidentales comme les missiles anti-navire américains Harpoon et les canons automoteurs français Caesar.
L'île des Serpents retrouve donc la souveraineté ukrainienne, mais elle est désertée, entourée d'épaves de barges éventrées dont s'échappent du fioul et du phosphore provenant des munitions ; les constructions à terre, y compris l'ancien phare roumain, sont en ruines.
Le 7 juillet 2023, soit le 500e jour de l'invasion russe de l'Ukraine, le président ukrainien Volodymyr Zelensky commémore symboliquement, sur l'île des Serpents, les victimes de cette guerre et la résistance ukrainienne.